# Retsstat
|  | Sammenskrivningsforslag Artiklerne Retssamfund, Retsstat er foreslået sammenskrevet. (Siden januar 2020) Diskutér forslaget |

I en retsstat er der opstillet en række procedurer, der skal følges i forbindelse med afgørelser, og disse procedurer er sikret af grundloven og er forholdsvis svære at ændre. Det er med til at sikre den enkelte borger mod at blive offer for vilkårlige og midlertidige folkestemninger.
I en retsstat bliver alle mennesker dømt lige uanset hvilken status man har i samfundet.
I nogle diskussioner bliver selve demokratibegrebet udvidet til også at omfatte de begrænsninger, der er indbygget i retsstatsbegrebet.
| Jura | Spire Denne juraartikel er en spire som bør udbygges. Du er velkommen til at hjælpe Wikipedia ved at udvide den. |